# Doug Sampson
Doug Sampson, född 30 juni 1957 i Hackney, East London, var den tredje trummisen i Iron Maiden.
Han var medlem i bandet när de skrev skivkontrakt, men ersattes bara några veckor senare av Clive Burr. Doug Sampson spelade i bandet mellan 1977 och 1979, och han var även medlem Iron Maidens föregångare Smiler. Hans trummande kan höras på The Soundhouse Tapes, på de fyra låtarna från Friday Rock Show Session som finns på samlingsalbumet Eddie's Archive och på singeln Running Free, där han spelar på B-sidan, Burning Ambition.